# Кидекша
Ки́декша — село в Суздальском районе Владимирской области России, в составе Селецкого сельского поселения.
Расположено при впадении реки Каменки в реку Нерль, в 4 км к востоку от Суздаля.

## Происхождение названия
Топоним «Кидекша», вероятно, имеет финно-угорское происхождение. Завершающий элемент «-кша» принято считать словом неизвестного финно-угорского происхождения со значением «вода», «река», что подтверждается наличием в регионе нескольких малых рек с названиями на «-кша», «-кса». Некоторые учёные считают начальное «ки-» мерянским словом со значением «камень». Таким образом, слово Кидекша может означать то же, что нынешнее Каменка — «каменистая река». В путеводителях можно встретить и другое объяснение названия, связанное с русским словом «кидать», «покидать», и поясняемое тем, что Юрий Долгорукий забросил это место, на котором намеревался построить крепость. Эта версия представляет собой народную этимологию.
К названию села, предположительно, восходит имя легендарного русского города Китежа, согласно преданию (китежская легенда), погрузившегося в озеро Светлояр (ныне в Нижегородской области) и спасшегося таким образом от разорения монголо-татарами.

## История

### Средние века
Кидекша как укреплённое поселение существовала гораздо ранее того, как Юрий Долгорукий в 1152 году построил здесь церковь Бориса и Глеба. Здесь располагалось укрепленное городище дьяковской культуры, ныне являющееся памятником археологии федерального значения, а по легенде, и становище святых князей Бориса и Глеба. В частности, «Степенная книга» сообщает, что «на реце на Нерли в Кидекши близь города Сужьдали… бысть совокупное святых мученик становище, егда в Киев хожаху Борис от Ростова, Глеб от Мурома». Именно это предание послужило поводом для освящения главного княжеского собора в честь первых русских святых.
Кидекша во времена Юрия Долгорукого являлась отдельно стоящим укреплённым княжеским городом и фактической столицей Ростово-Суздальского княжества (Суздальского княжества). Князь стремился к единовластному правлению, именно поэтому он построил свой двор отдельно от места поселения родовитых бояр. Находясь на берегу Нерли при впадении в неё реки Каменки, кидекшская крепость контролировала речные пути в Суздаль. Это был стратегически важный форпост княжества, поскольку именно по Нерли осуществлялась торговля суздальцев с другими землями, а в неурожайные годы по Нерли жители отправлялись за зерном в земли волжских булгар.
В конце XII — начале XIII века город Кидекша уже был большим: остатки валов были найдены к северо-западу от церкви Бориса и Глеба, соответственно, если южная линия валов располагалась на последнем склоне перед заливными лугами (сейчас там проходит автодорога), то общая длина крепости по линии север-юг составляла не менее 400 м. При ширине крепости от 150 до 300 м длина валов составляла не менее 1 км. Примерно такой же длины (около 1 км) валы были в Дмитрове и ненамного длиннее — около 1,4 км — в Суздале. Согласно наблюдениям исследователя исторической топографии Кидекши академика С. В. Заграевского, в крепости был детинец, а в ее состав могло входить и укреплённое поселение на месте нынешней деревни Новосёлка Нерльская. Следовательно, масштабы крепости в Кидекше были еще большими
В 1238 году Кидекша была разорена татаро-монголами, и город вскоре потерял свой статус. В XIV веке на этом месте располагался монастырь.

### Новое и Новейшее время
В 1780 году построена Церковь Святого Стефана как зимний храм к церкви Бориса и Глеба.
Также в XVIII веке перед церковью Бориса и Глеба возведена Шатровая колокольня с проездной аркой. На ней в числе колоколов нового времени находился древний колокол в 30 пудов веса с надписью: «В лето 7066 (1558 г.) сделан сей колокол при царе Государе Великом Князе Иване Васильевиче всея Руссии и Макарии Митрополите. Царь Государь дал сей колокол в дом Вознесения Господа нашего в Печерский монастырь при Архимандрите Иоакиме в Новгород Нижний».
В 1778—1924 годах село было в составе Суздальского уезда Владимирской губернии; в 1924—1929 годах в составе Суздальской волости Владимирского уезда Владимирской губернии; в 1929—1944 гг. в составе Суздальского района Ивановской Промышленной области и Ивановской области; с 1944 года в составе Суздальского района Владимирской области..
В 1954 году Красносельский и Глебовский сельсоветы объединены в Кидекшанский сельсовет. В 1956 году к нему присоединен Ляховицкий сельсовет.
В 1963 году Суздальский район ликвидирован, его территория в составе 7 сельсоветов (Кидекшанского, Лопатницкого, Павловского, Романовского, Торчинского, Туртинского, Яневского) перешла во Владимирский сельский район. В 1965 Владимирский сельский район преобразован в район и переименован в Суздальский район.
В 1965 года часть населённых пунктов упраздненного Фомихинского с/с переданы в Кидекшанский с/с. В 1974 году центр Кидекшанского с/с перенесен в село Сельцо с переименованием сельсовета в Селецкий.
С 2004 года Кидекша в составе Селецкого сельского поселения.
В 1970-е годы построен железобетонный мост через Нерль в Кидекше. По воспоминаниям местных жителей, когда мост наводили, много скелетов и костей находили.
До 1998 года в селе действовала начальная школа; в 2003 году здание школы сгорело.
Летом 2010 года в селе недалеко от церкви Бориса и Глеба открыли памятник-часовню солдатам, павшим в годы Великой Отечественной войны.
Между 2009 и 2011 годами севернее Кидекши на сельском кладбище построена кирпичная часовня во имя святых Бориса и Глеба. Часовня представляет собой уменьшенную копию исторических крестово-купольных храмов.
До 2016 года в 1 км к северу от Кидекши (на окраине села Красное) действовал сельский клуб (МКУК «Красносельское культурно-досуговое объединение»).

## Население

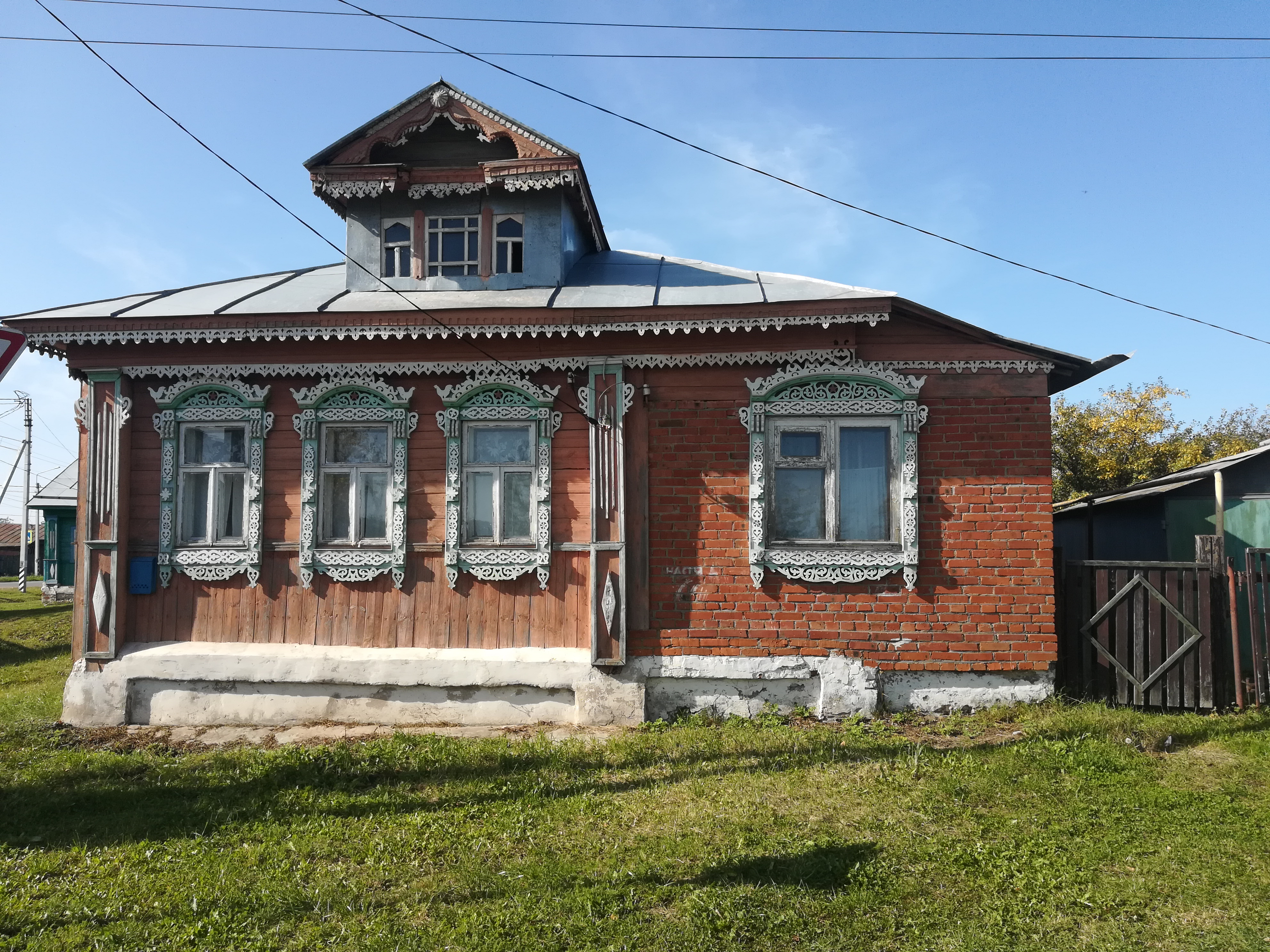
Жилой дом

| 1859 | 1905 | 1926 | 2002 | 2010 | 2021 |
| ---- | ---- | ---- | ---- | ---- | ---- |
| 408  | ↗531 | ↗603 | ↘146 | ↘137 | ↘118 |

## Достопримечательности
В Кидекше сохранился архитектурный ансамбль XII—XVIII веков, включающий ранний памятник владимиро-суздальского зодчества, первую белокаменную постройку Северо-Восточной Руси — церковь Бориса и Глеба (1152 год, сильно перестроена в XVII веке, фрески XII века), кубический одноглавый трёхапсидный храм, монументальный крепостной облик которого ещё близок сооружениям Новгорода и Пскова. Позднее к нему добавились памятники, характерные для суздальского зодчества: Святые ворота (конец XVII — начало XVIII веков), которые вели к спуску на реку, тёплая церковь Святого Стефана (1780), шатровая колокольня (XVIII век).
Церковь Бориса и Глеба с 1992 года является составной частью объекта Всемирного наследия ЮНЕСКО «Белокаменные памятники Владимира и Суздаля».
Помимо этого, сохранились остатки древних оборонительных валов.
Центральная улица в Кидекше является частью древнего пути из Суздаля в Городец. Дороге более 850 лет. В настоящее время она частично заасфальтирована.

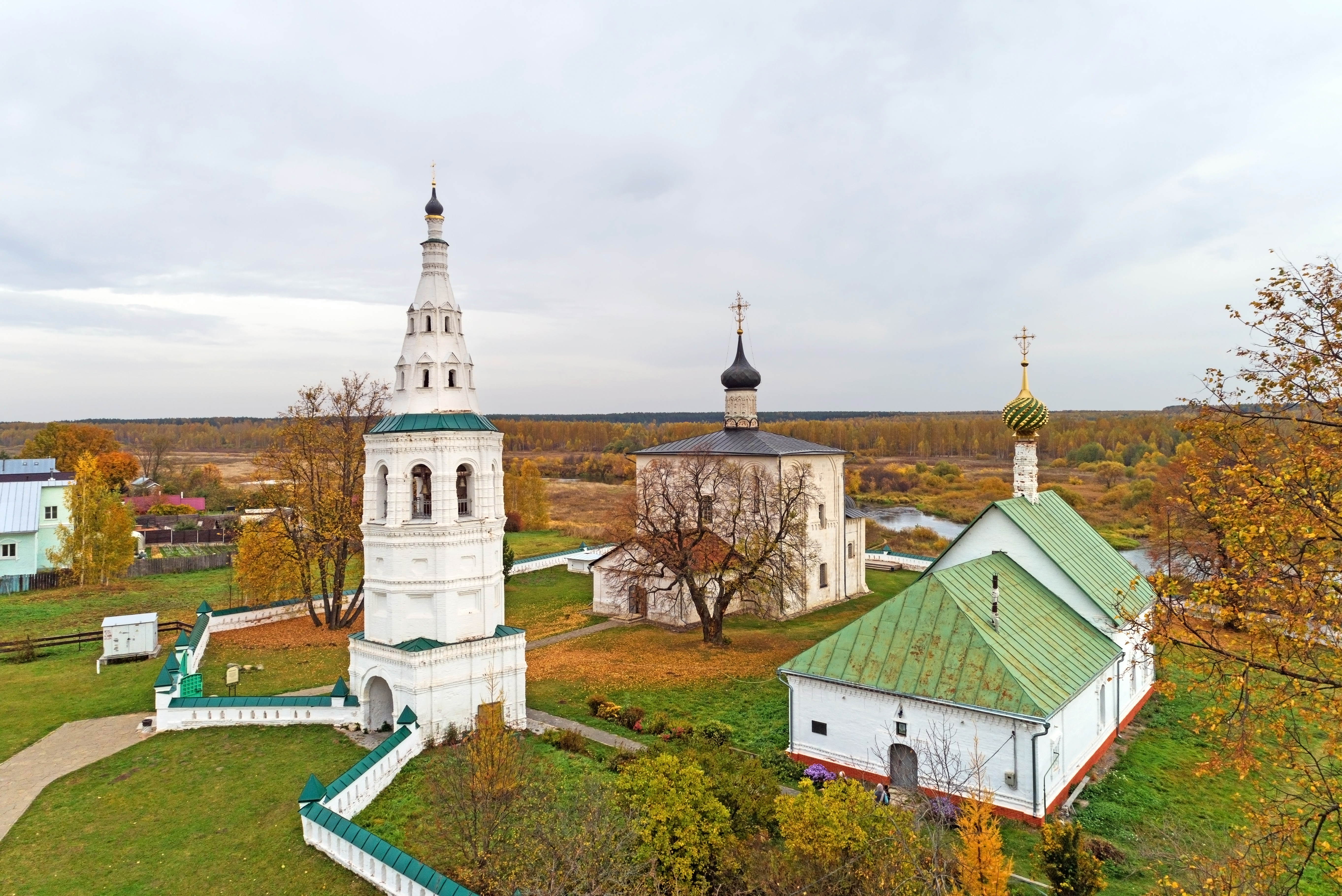
Архитектурный комплекс
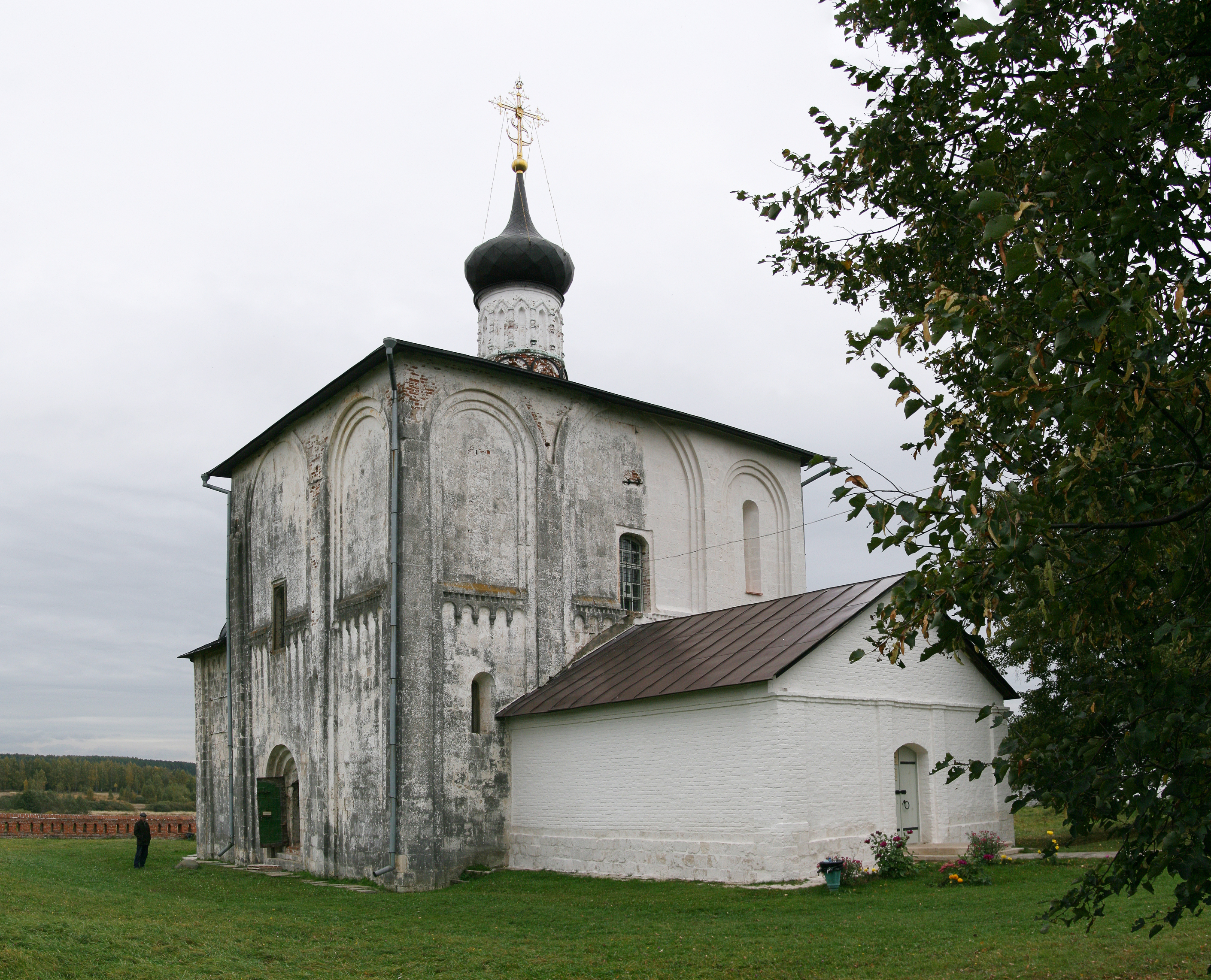
Церковь Бориса и Глеба
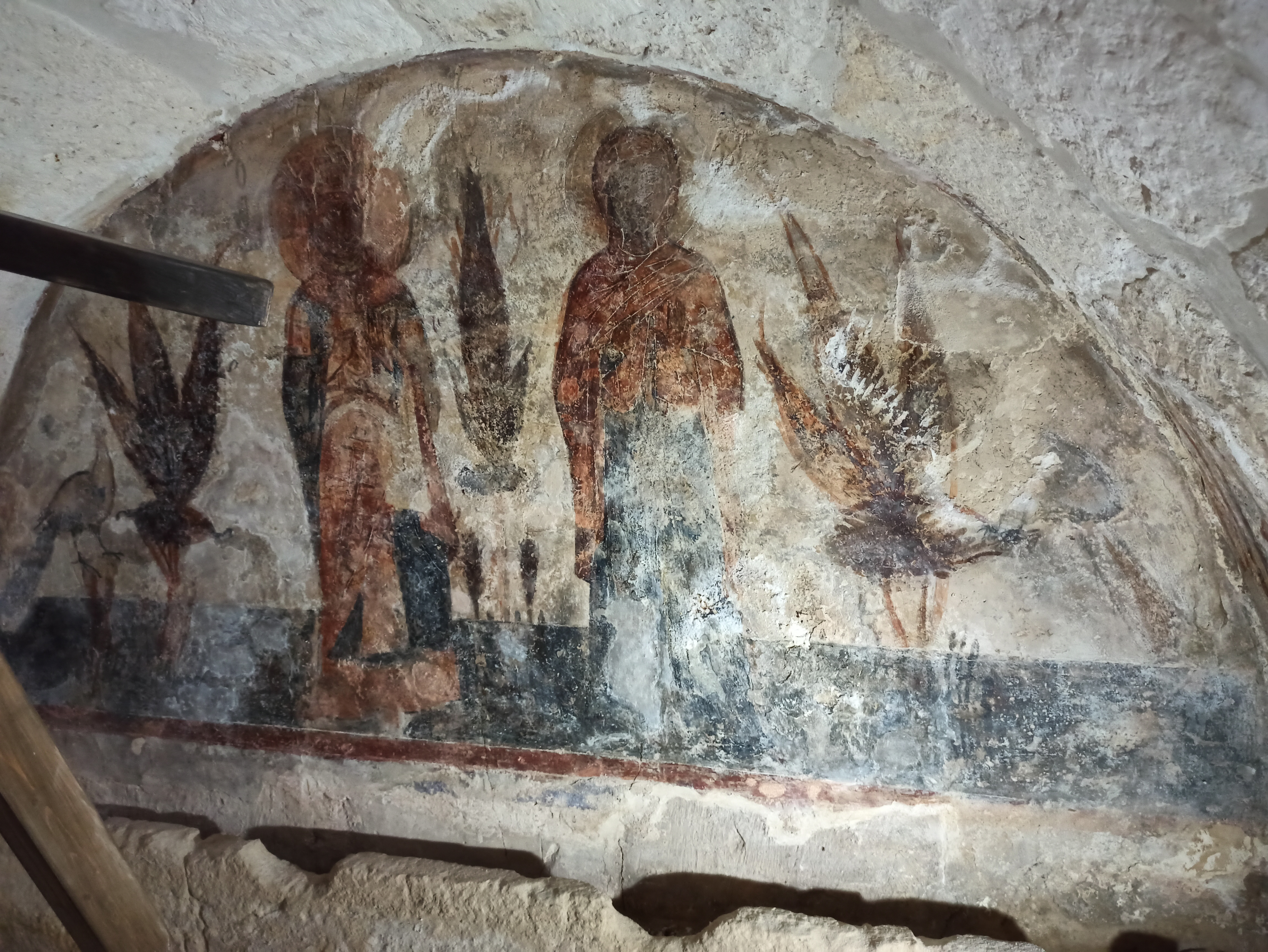
Фреска XII века в нише северной стены  — святые жёны среди райского сада (справа — мученица Мария, покровительница княгини Марии, жены князя Бориса, сына Юрия Долгорукого, погребенной в этом аркасолии)
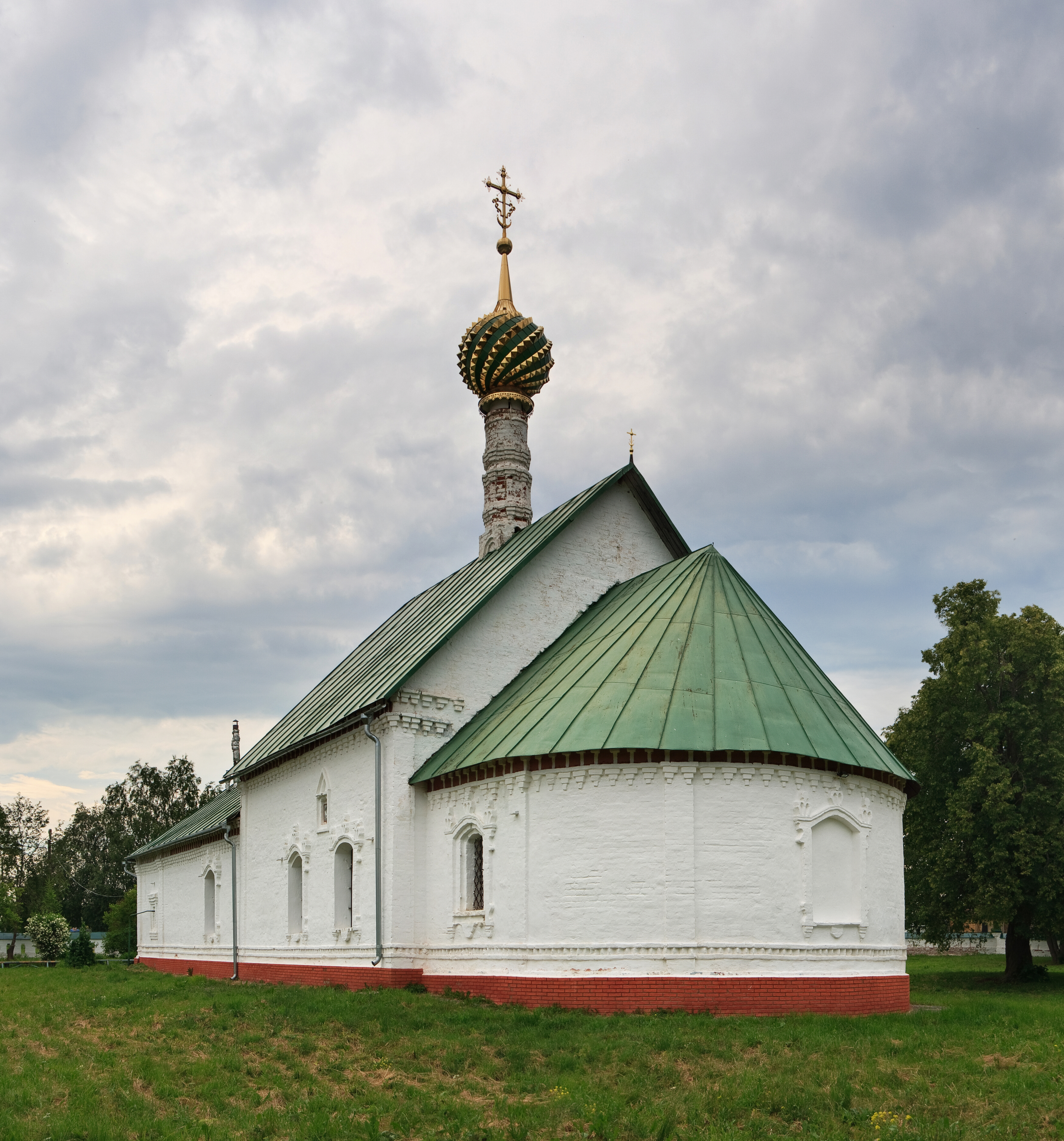
Стефановская церковь
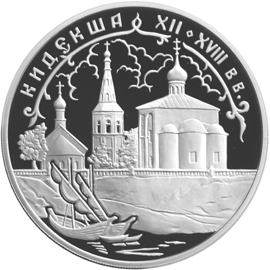
Кидекша — серебряная памятная монета Банка России, 2002

## Инфраструктура
В селе имеется: музей (в церкви Бориса и Глеба, XII века), церковь (действующая) Святого Стефана, продуктовый магазин (ул. Центральная, д. 61), конно-спортивный клуб «Княжеский» (ул. Центральная, д. 82), пляж (на берегу Нерли около церкви Бориса и Глеба), сельское кладбище с часовней (севернее Кидекши).

### Улицы
В селе имеется 3 улицы: Центральная, Старая, Новая.